# Exconvento de Santo Domingo de Guzmán (Oaxtepec)
El Exconvento de Santo Domingo de Guzmán se encuentra ubicado en la población de Oaxtepec, municipio de Yautepec al norte del estado de Morelos. Está considerado como Patrimonio de la Humanidad por la Unesco y uno de los conventos del siglo XVI ubicados en las faldas del volcán Popocatépetl mejor conservados de México.

## Historia
Los dominicos se establecieron en la Nueva España hacia 1526 donde ya estaban instalados los franciscanos en el centro por lo que tuvieron que salir a buscar nuevos territorios para evangelizar. En 1528 arribaron los primeros dominicos a los territorios que actualmente pertenecen al estado de Morelos, de esta forma se inició una nueva etapa de evangelización entre la población indígena recién conquistada. Es a partir de este proyecto expansionista de la fe católica que los frailes dominicos deciden construir en Oaxtepec un convento dedicado al fundador de su orden, Santo Domingo de Guzmán, como el primer eslabón de una cadena de fundaciones de conventos que se extendería hasta la región de la Mixteca.
La fecha de construcción del convento es sumamente controvertida pues los historiadores discrepan mucho. A pesar de las divergencias existe consenso respecto a que la construcción duró alrededor de 20 años y que la iglesia fue edificada después del convento hacia la segunda mitad del siglo XVI. Lo anterior lo comprueban las fuentes históricas al mencionar que en la década de 1530 fray Domingo de la Anunciación mandó derribar la escultura del dios Ometochtli que se veneraba en Tepoztlán y ordenó que fuera trasladado a Oaxtepec para ser enterrado en los cimientos de la iglesia, por lo que el inmueble pudo haber sido construido entre 1535 y 1540.
No se conocen los nombres de los frailes que fundaron el conjunto conventual, aunque sí son seguras las distintas intervenciones arquitectónicas a través de los años. En el siglo XVI hubo actividad de construcción en las décadas de 1560, 1570 y 1580. Está documentado que en 1586 el establecimiento estaba terminado y que fue la primera casa de dominicos en un pueblo indígena en México.

## Patrimonio de la Humanidad
En 1994 fue declarado Patrimonio de la Humanidad junto con otros trece conventos del siglo XVI ubicados en las faldas del volcán Popocatépetl y que fueron utilizados como modelos para construir otras iglesias y conventos en los siglos posteriores. El exconvento de Santo Domingo se mantiene en un excelente estado de conservación.

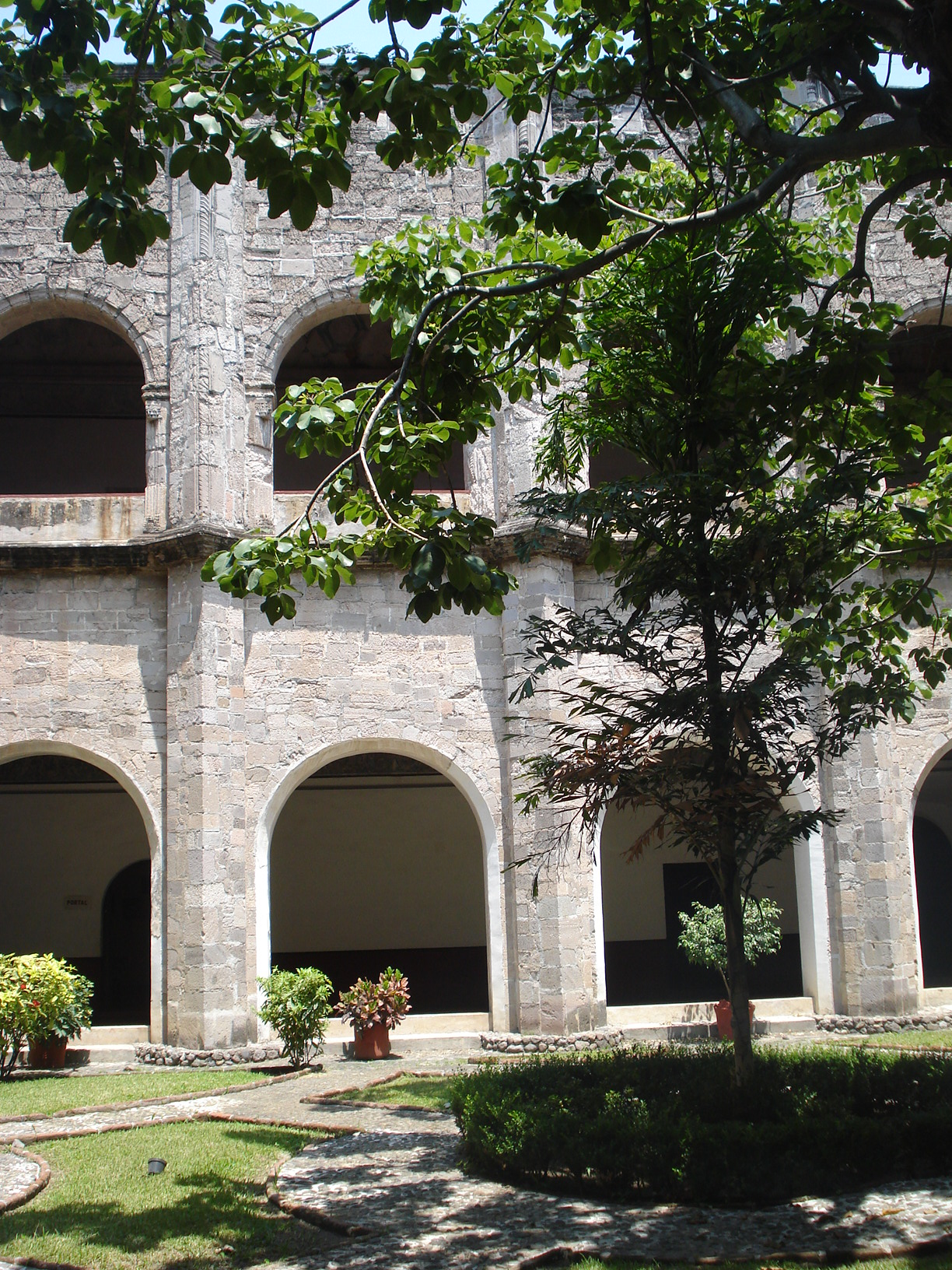
Patio
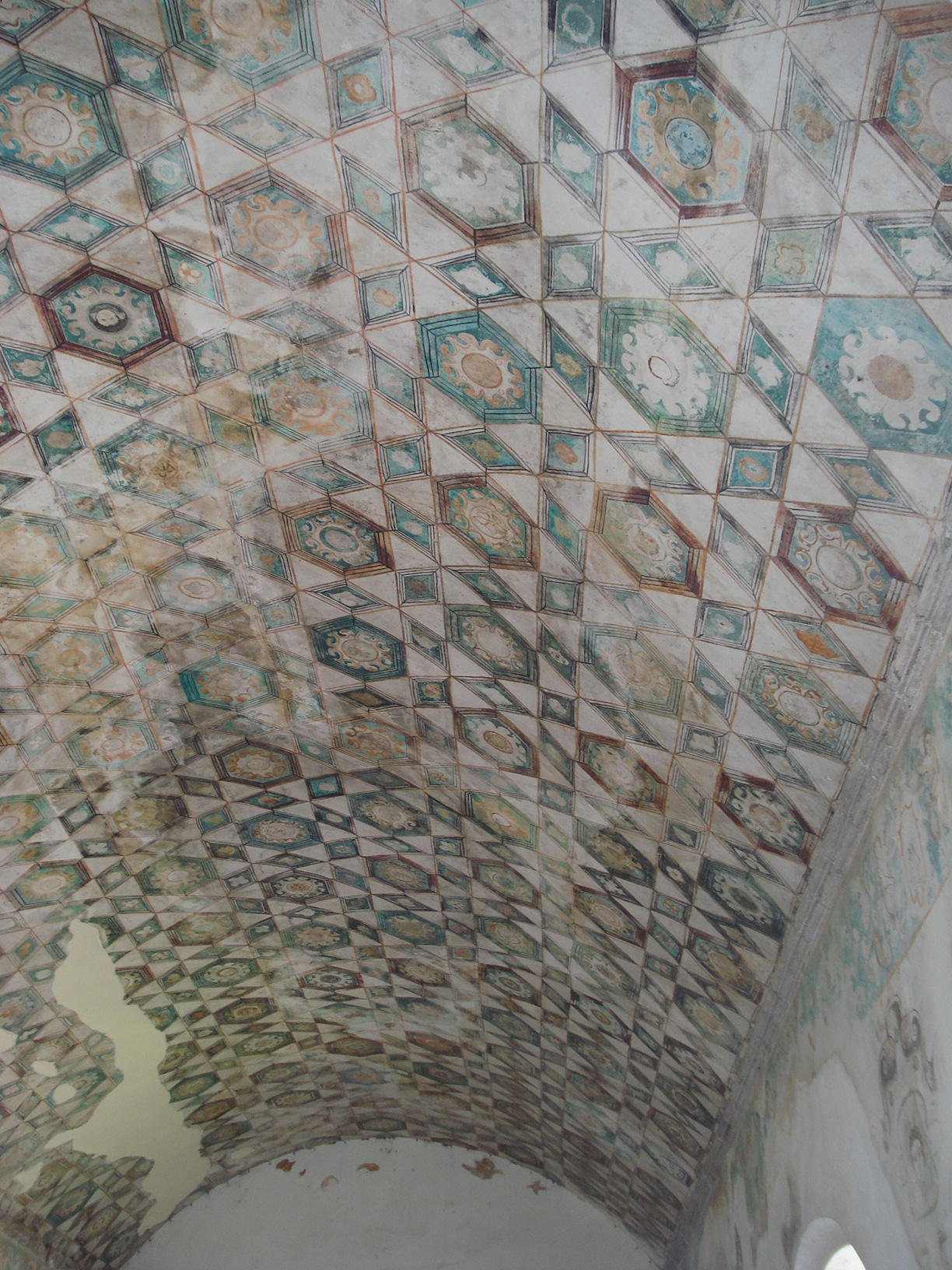
Bóveda
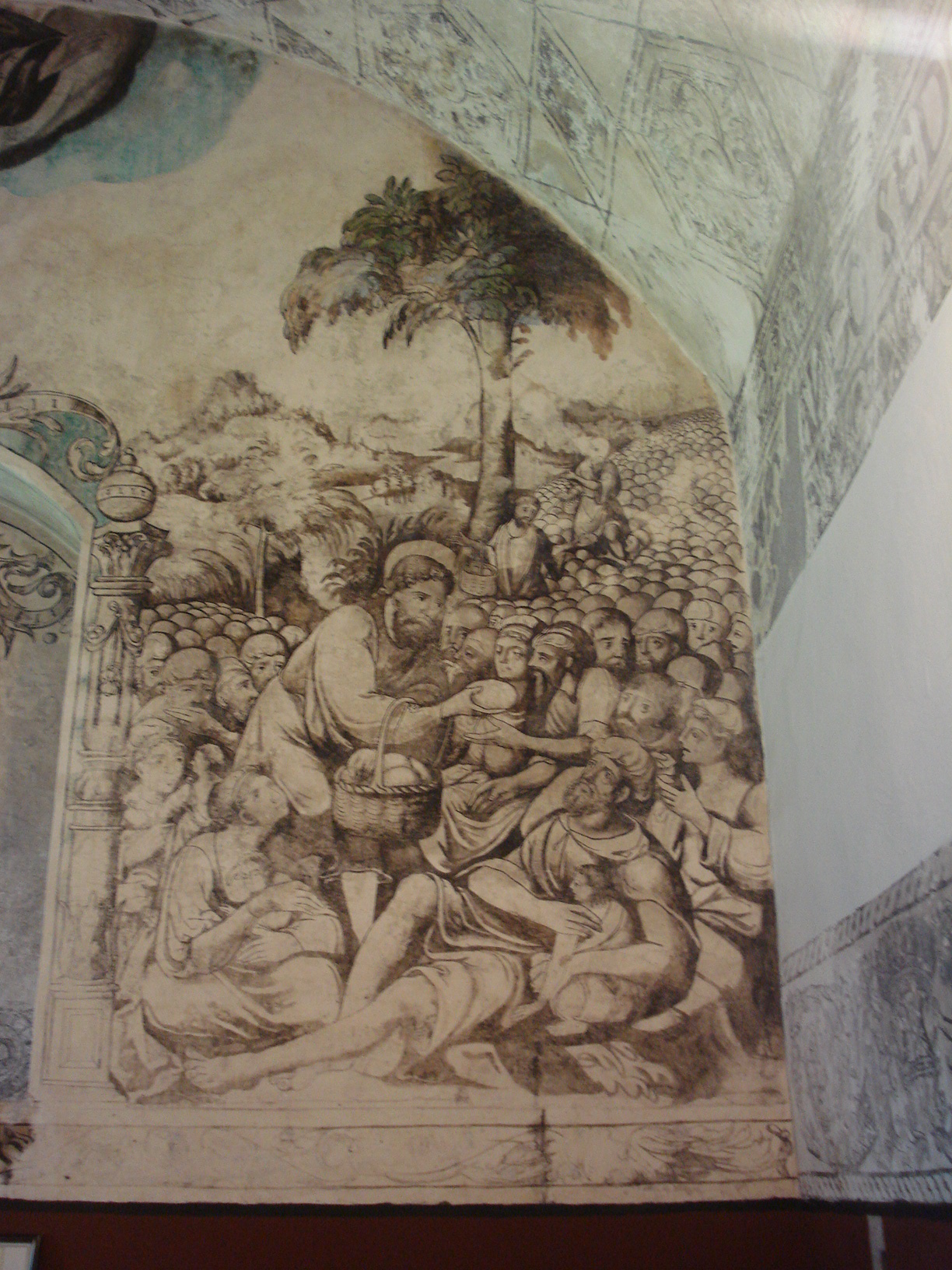
Decorado de paredes
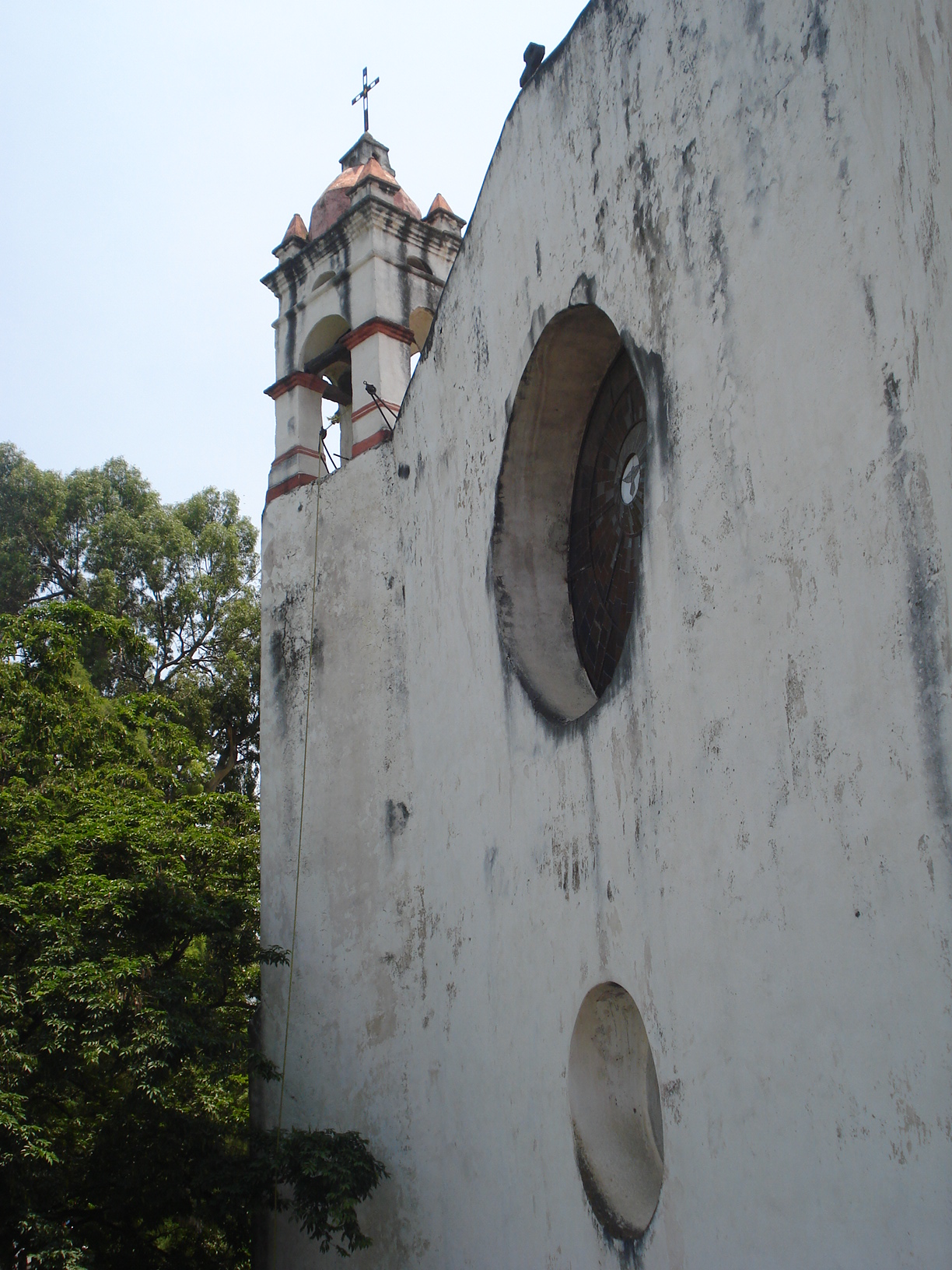
Fachada
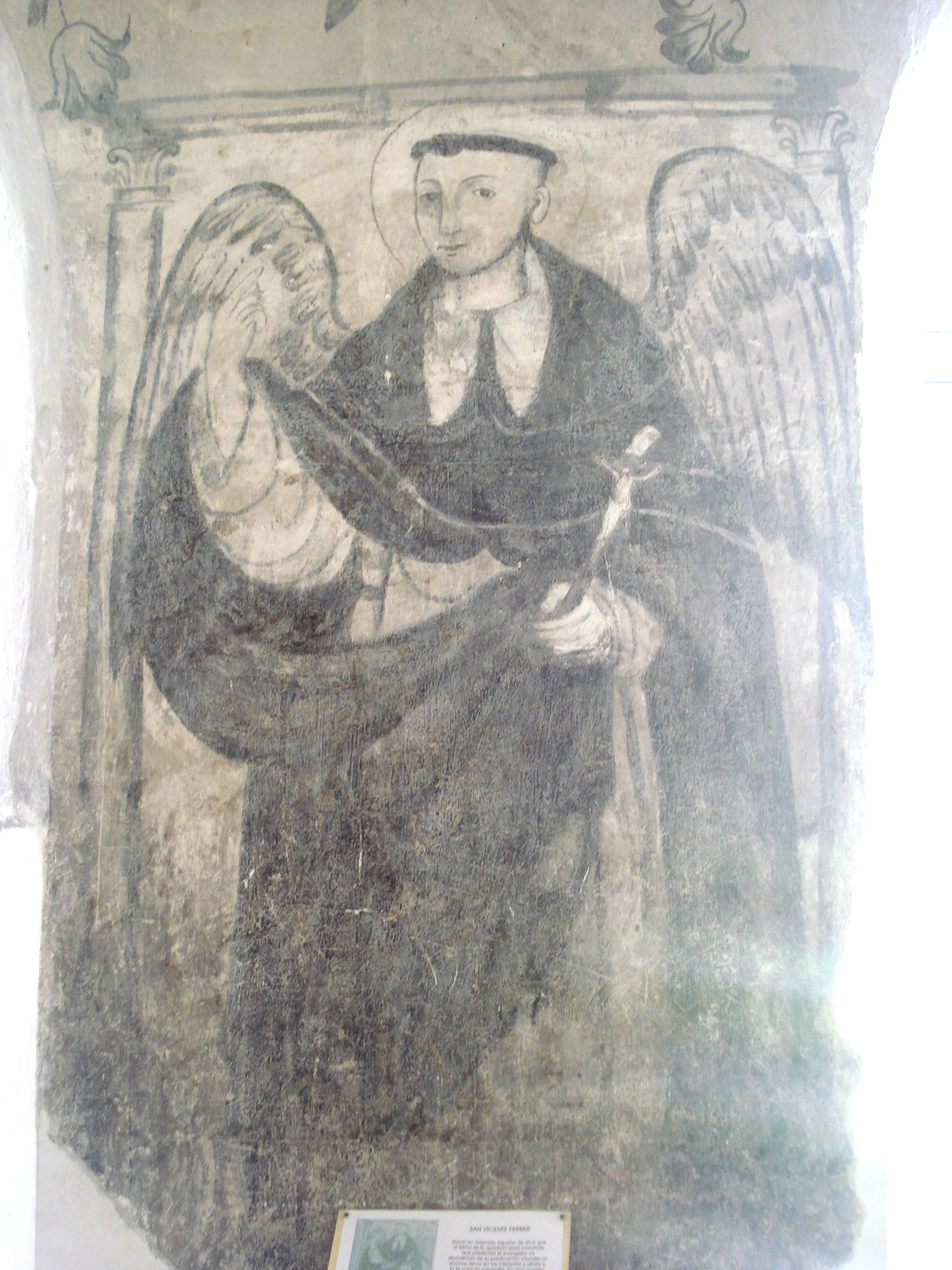
San Vicente Ferrer
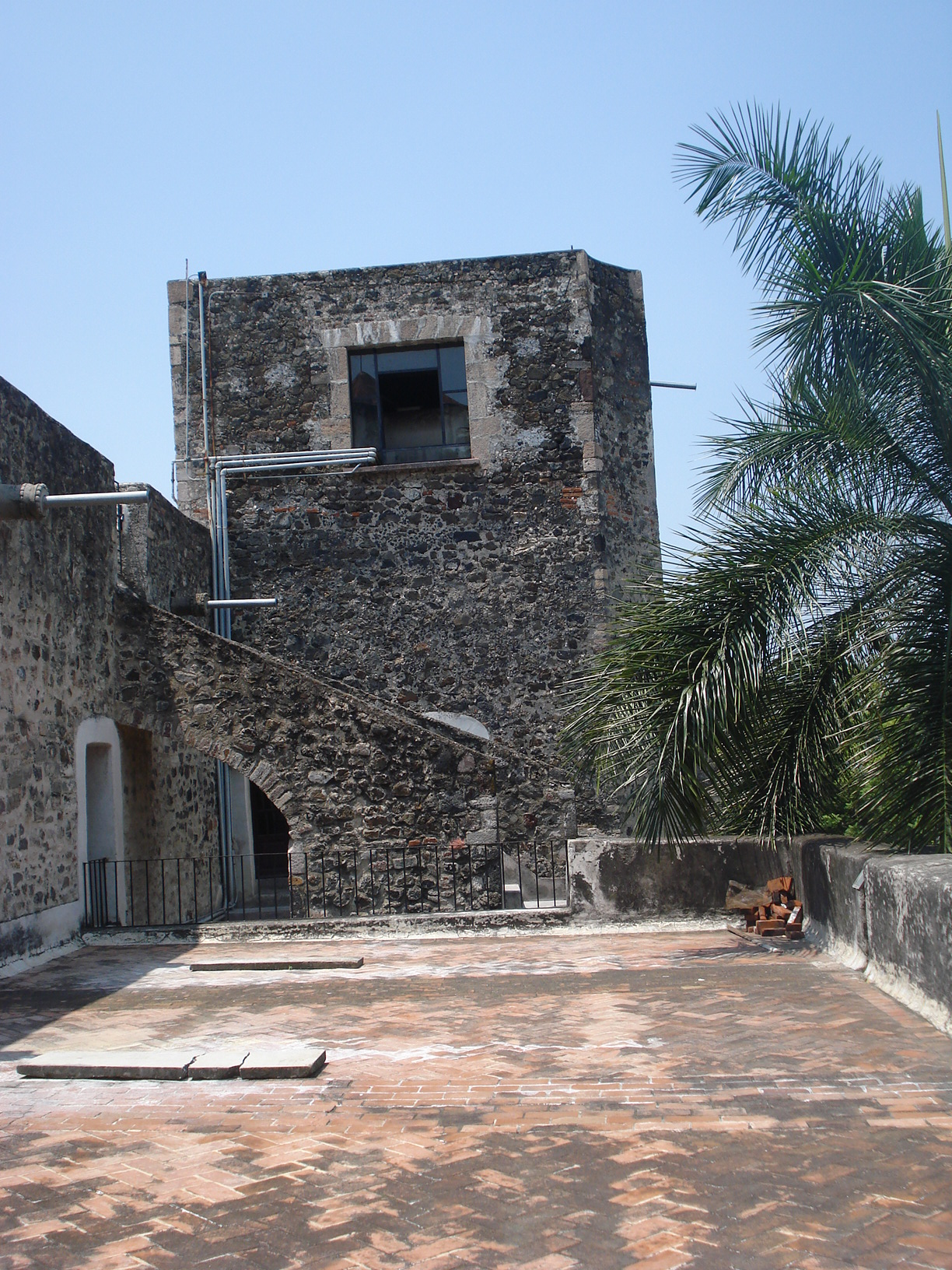
Azotea